# Zamek klinowy

Działanie zamka klinowego

Zamek klinowy – zespół mechanizmów broni palnej (zwykle dział), służący do niezawodnego zamknięcia przewodu lufy na okres strzału oraz odpalenia i wyrzucenia łuski.
Zamki klinowe są często stosowane we współczesnej artylerii o kalibrach do ok. 155 mm.
Zamki klinowe dzielą się z uwagi na kierunek ruchu klina zamkowego na:
- zamki poziome oraz
- zamki pionowe dwóch wersji:
  - ruchu klina przy otwieraniu zamka w dół (najczęściej stosowane),
  - ruchu klina w górę.

Zamek z klinem poruszającym się w górę zastosowano po raz pierwszy w 155 mm haubicy FH-70. Jego zaletą jest to, że miejsce pod nasadą zamkową można wykorzystać na umieszczenie urządzeń do zmechanizowanego ładowania działa.
Zamki klinowe stosuje się prawie wyłącznie w działach z amunicją łuskową (łuska spełnia rolę uszczelniacza, ponieważ jej ścianki zostają dociśnięte przez gazy prochowe do wewnętrznej powierzchni komory ładunkowej, uniemożliwiając wydostawanie się gazów na zewnątrz). Znane są jednak rozwiązania z uszczelnionym klinem zamkowym, przystosowane do użycia amunicji bezłuskowej. Aktualnie z dział polowych tylko haubice PzH 2000, FH-70 i M-109G, AS-90, a z dział czołgowych 120 mm armata L11 (W. Brytania) wyposażone są w tego typu zamki.
Do wad zamków klinowych należą: większa niż dla zamków śrubowych masa nasady zamkowej i zamka; większe gabaryty nasady i dłuższy zespół lufy.
Zaletą zamków klinowych jest przede wszystkim łatwość automatyzacji i szybkość działania zamka. Zaleta ta sprawia, że znalazły one zastosowanie w działach przeciwpancernych, czołgowych, a także są coraz powszechniej wprowadzane do dział polowych o kalibrach do 155 mm.

## Zamek z mechanizmem półsamoczynnego działania
Zamek jest przeznaczony do zamknięcia przewodu lufy na czas strzału, przeprowadzenia strzału i wyrzucenia łuski.
Odpowiednio do przeznaczenia i zasady działania, zamek składa się z następujących zespołów i mechanizmów:
- zespołu korytka ładowania,
- mechanizmu zamykającego,
- mechanizmu odpalającego,
- wyrzutnika (służy do wyrzucania łuski z przewodu lufy i utrzymania klina zamkowego w położeniu otwartym),
- mechanizmu wtórnego napinania sprężyny bijnika iglicy,
- mechanizmu półsamoczynnego działania zamka,
- mechanizmu zabezpieczającego,
- mechanizmu odpalającego i bezpiecznika,
- wyrzutnika (służy do wyrzucania łuski z przewodu lufy i utrzymywania zamka w położeniu otwartym),
- zwalniacza łapek wyrzutnika (klina zamkowego)

### Mechanizm półsamoczynnego działania zamka
Mechanizm półsamoczynnego działania zamka jest przeznaczony do samoczynnego zamykania zamka po załadowaniu naboju i samoczynnego otwarcia go po strzale.
Mechanizm półsamoczynnego działania zamka jest rozmieszczony w dolnej lewej części nasady zamkowej. Uruchamia go przyspieszacz umieszczony na kołysce.
Składa się on z trzpienia, łącznika, krzywki mechanizmu półsamoczynnego działania zamka, pochwy, sprężyny, tulejki i jarzma.
Trzpień przekazuje ruch przyspieszacza umieszczonego na kołysce (podczas otwierania zamka) lub sprężyny (podczas zamykania zamka) na krzywkę.
Trzpień jest to okrągły pręt, na którego tylnym końcu jest walcowe zgrubienie z podłużnym wycięciem (do łącznika) i poprzecznymi otworami przelotowymi (do osi łączącej łącznik z trzpieniem). Płaszczyzna czołowa walcowego zgrubienia trzpienia współdziała podczas otwierania zamka z krzywką mechanizmu, zmuszając ją do obrotu wokół własnej osi.
Łącznik przekazuje ruch trzpienia mechanizmu półsamoczynnego działania zamka na krzywkę podczas zamykania zamka. Z jednej strony ma on okrągły otwór do połączenia go z trzpieniem, a z drugiej – podłużny rowek do osi łączącej łącznik z krzywką. Rowek ten umożliwia swobodne przesuwanie się łącznika względem krzywki podczas otwierania zamka.
Krzywka mechanizmu półsamoczynnego działania zamka przekazuje ruch trzpienie na oś korby (podczas samoczynnego otwierania lub zamykania zamka) lub ruch osi korby na trzpień mechanizmu podczas ręcznego otwierania zamka. Krzywka mechanizmu jest nasadzona swoim otworem wielowypustowym na dolną część wielowypustu osi korby.
Pochwa – nakręcona na przedni koniec trzpienia mechanizmu i umocowana na nim zawleczką służy za oporę przyspieszacza i ukierunkowuje przedni koniec trzpienia mechanizmu w otworze nasady zamkowej, stanowiąc oporę przedniego końca sprężyny mechanizmu, która przekazuje osiowo siłę na trzpień mechanizmu półsamoczynnego działania zamka.
Sprężyna półsamoczynnego działania zamka powoduje zamykanie zamka. Jest ona nałożona na trzpień mechanizmu a ściśnięta nakręconą na niego pochwą. Jednym końcem opiera się o dno pochwy, a drugim o tulejkę.
Tulejka jest nałożona na trzpień i umocowana w nasadzie zamkowej za pomocą jarzma. Po wstawianiu jarzma w rowek nasady zamkowej tulejka wchodzi we wgłębienie jarzma i zabezpiecza to ostatnie przed wypadnięciem.
Podczas strzału lufa zostaje odrzucona do tyłu, a razem z nią elementy półsamoczynnego działania zamka. Przyspieszacz pod działaniem sprężyny ustawia się przy tym pionowo, opierając się o odpowiedni skos wspornika. Podczas odrzutu spust ręczny jest zaryglowany (zablokowany) Podczas powrotu lufy trzpień mechanizmu półsamoczynnego działania zamka z nakręconą na niego pochwą napotyka przyspieszacz i podczas dalszego ruchu lufy zagłębia się w nasadzie zamkowej, naciskając sprężynę pomiędzy dnem pochwy a tulejką. Tylny koniec trzpienia mechanizmu półsamoczynnego działania opiera się o krzywkę, nałożoną na dolny koniec osi korby i obraca ją. Razem z krzywką mechanizmu półsamoczynnego działania zamka obraca się oś korby i korba z rolką, otwierając zamek, którego części współdziałają tak samo, jak w przypadku otwierania zamka ręcznie. W końcu powrotu opór przyspieszacza naciska górne ramię przyspieszacza. Przyspieszacz, obracając przycisk swoim ramieniem, łączy się, nadając dodatkową prędkość trzpieniowi mechanizmu półsamoczynnego działania zamka. Zwiększana w ten sposób prędkość otwierania zamka powoduje bardzo energiczne wyciągnięcie łuski przez wyrzutnik z komory nabojowej. Podczas dalszego ruchu lufy dolne ramię przyspieszacza zeskakuje z pochwy trzpienia, zwalniając trzpień mechanizmu półsamoczynnego działania zamka. Po wyrzuceniu łuski podczas dalszego powrotu krzywka zwalnia zaczep.Korytko mechanizmu ładowania pod działaniem sprężyny wraca do położenia roboczego.
W celu otwarcia zamka należy odryglować rękojeść, obrócić w skrajne lewe położenie, a następnie z siłą obrócić w prawo i zaryglować w otworze znajdującym się w nasadzie zamkowej.
W celu zamknięcia zamka (niezaładowanej armaty) należy obrócić rękojeść urządzenia zrzucania łapek wyrzutnika (zwalniacz klina zamkowego), do przodu.
Zwalniacz (lub oś zwalniacza) klina zamkowego, znajduje się po lewej stronie tarczy osłony armaty [np: armata D10T (czołg T-55), 2A46M (czołgi T-64, T-72, T-80)].